# ديريك ريفيس
ديريك ريفيس (بالإنجليزية: Derek Reeves)‏ (27 أغسطس 1934 في المملكة المتحدة - 22 مايو 1995 في المملكة المتحدة) هو لاعب كرة قدم بريطاني في مركز الهجوم. لعب مع نادي بورنموث ونادي ساوثهامبتون ونادي ووستر سيتي وBournemouth Gasworks Athletic F.C. ‏.